# Liste von Ortsbezeichnungen in verschiedenen Sprachen Namibias
Dies ist eine Liste von Ortsbezeichnungen in verschiedenen Sprachen Namibias, das heißt von Namen solcher Orte in Namibia, für die neben dem offiziellen Namen (laut unter anderem Amtsblättern und Straßenschildern) andere Namen in Amts- oder Nationalsprachen Namibias benutzt werden oder benutzt wurden.

## Liste
| Offizieller Name       | Historischer Name                                          | Bedeutung                                                     | Afrikaans     | Deutsch              | Englisch             | Khoekhoe- gowabKlicklaut | OshiNdonga OshiKwanyama | OtjiHerero        |
| ---------------------- | ---------------------------------------------------------- | ------------------------------------------------------------- | ------------- | -------------------- | -------------------- | ------------------------ | ----------------------- | ----------------- |
| Windhoek (afr)         | Queen Adelaide’s Bath, Concordiaville, Wind Hoock, Windhuk | „Windige Ecke“                                                |               | Windhuk (selten)     |                      | ǀAi-ǁGams                |                         | Otjomuise         |
| Walvis Bay (afr, eng)  |                                                            | „Walfischbucht“                                               | Walvisbaai    | Walfischbucht        |                      |                          | Ezorongondo             |                   |
| Swakopmund (deu)       |                                                            | „Mündung des Swakop“                                          |               |                      |                      | Tsoakhaub                |                         | Otjozondjii       |
| Grootfontein (afr)     |                                                            | „Große Quelle“                                                |               |                      |                      | Gei-ǀous                 |                         | Otjiwanda Tjongue |
| Okahandja (her)        |                                                            | „Platz, an dem zwei Flüsse einen großen bilden“               |               |                      |                      |                          |                         |                   |
| Otjiwarongo (her)      |                                                            | „Platz, an dem die fetten Rinder grasen“ oder „schöner Platz“ |               |                      |                      |                          |                         |                   |
| Rehoboth (hbo)         |                                                            |                                                               |               |                      |                      | ǃAnis                    |                         |                   |
| Gobabis (von khi)      |                                                            | „Zuhause der Elefanten“                                       |               |                      |                      | ǂGoabes                  |                         | Epako             |
| Usakos (von khi)       |                                                            |                                                               |               |                      |                      | ǃUssaǃkos                |                         | Okanduu           |
| Lüderitz (deu)         | Angra Pequena (por)                                        | benannt nach Adolf Lüderitz                                   |               |                      |                      | ǃNamiǂNûs                |                         |                   |
| Otjimbingwe (her)      |                                                            | „Platz der Erfrischung“                                       |               |                      |                      |                          |                         |                   |
| Karibib (von khi)      |                                                            |                                                               |               |                      |                      | Kharibes                 |                         | Otjandjomboimwe   |
| Keetmanshoop (afr)     |                                                            | „Keetmans Hoffnung“                                           |               |                      |                      | Nu-gouses                |                         |                   |
| Omaruru (afr)          |                                                            | „Bitterer Quark“                                              |               |                      |                      |                          |                         | Okosondje         |
| Khorixas (khi)         | Welwitschia                                                | „Platz des Khori(-Busches)“                                   |               |                      |                      |                          |                         |                   |
| Tsumeb (von khi)       |                                                            | „ein großes Loch in den losen Boden graben“                   |               |                      |                      | Kaitsumeb / Tsomsoub     |                         | Okavisume         |
| Bethanie (afr)         | Bethanien                                                  |                                                               |               | Bethanien            | Bethanie / Bethanien | ǀUiǂgandes               |                         |                   |
| Oranjemund (deu)       |                                                            | „Mündung des Oranje“                                          | Oranjemond    |                      |                      |                          |                         |                   |
| Outjo (her)            |                                                            | „Kleiner Hügel“                                               |               |                      |                      |                          |                         |                   |
| Warmbad (deu)          |                                                            |                                                               |               |                      |                      | Aixa-aibes               |                         |                   |
| Henties Bay (eng)      |                                                            | „Bucht von Henties“                                           | Hentiesbaai   | Hentiesbucht         |                      |                          |                         |                   |
| Katima Mulilo (loz)    |                                                            | „Löscht das Feuer“                                            |               |                      |                      |                          |                         |                   |
| Otavi (von ndo, kua)   |                                                            | beschreibt die Bewegung eines Neugeborenen                    |               |                      |                      |                          |                         |                   |
| Penguin Islands (eng)  |                                                            |                                                               | Pinguininseln |                      |                      |                          |                         |                   |
| Möwe Bay (deu, eng)    |                                                            | „Bucht der Möwen“                                             | Möwebaai      | Möwebucht            |                      |                          |                         |                   |
| Terrace Bay (eng)      |                                                            | „Terrassenbucht“                                              | Terracebaai   |                      |                      |                          |                         |                   |
| Elisabethbucht (deu)   |                                                            |                                                               |               |                      | Elisabeth Bay        |                          |                         |                   |
| Brandberg (deu)        |                                                            |                                                               |               |                      |                      | Dâures                   |                         | Omukuruvaro       |
| Sandwich Harbour (eng) | Porto d’Ilheo (por)                                        |                                                               |               | selten Sandwichhafen |                      |                          |                         |                   |